# Ludwik Styl
Ludwik Styl – polskie przedsiębiorstwo zajmujące się produkcją mebli. Firma działa od 1959 r. i ma swoją siedzibę w Rogoźnie, w województwie wielkopolskim.

## Historia
Firma została założona w 1959 r. w Rogoźnie przez Ludwika Twaroga i do dziś funkcjonuje na polskim rynku meblarskim. Obecnie należy do syna założyciela, Jacka Twaroga. Firma na początku świadczyła usługi stolarskie, jednak z biegiem czasu działalność ta rozszerzana była stopniowo o prace związane z wyposażeniem wnętrz i produkcję mebli.

## Działalność
Firma Ludwik Styl jest producentem mebli drewnianych, znanym przede wszystkim z produkcji mebli z litego drewna dębowego. Meble wykonywane są ręcznie, według starych technologii. Cyfrowe centra obróbcze mają zastosowanie tylko w pierwszej fazie obróbki wstępnej elementów mebla. Drewno wykorzystywane do produkcji mebli nie podlega impregnacji.
Ludwik Styl posiada pełną kontrolę nad jakością drewna pozyskiwanego z legalnych źródeł, zgodnie z certyfikatem FSC. Firma uzyskała Certyfikat Zarządzania Jakością ISO 9001-2000. Surowiec przecierany jest w specjalnych tartakach oraz suszony w nowoczesnych suszarniach.
Ludwik Styl realizuje sprzedaż detaliczną poprzez sieć dystrybucji. Firma posiada oddziały między innymi w Poznaniu, Szczecinie, czy Wrocławiu. Firma uczestniczy w imprezach targowych w Polsce (MTP Poznań), jak i na całym świecie (m.in. w Birmingham, Mediolanie i Kolonii).

## Nagrody
Ludwik Styl był wielokrotnie nagradzany na Międzynarodowych Targach Poznańskich Złotymi Medalami MTP.
- 2000 – Kolekcja Kleopatra,
- 2003 – Kolekcja Marseille,
- 2004 – Kolekcja Olden Days,
- 2004 – WIELKI ZŁOTY MEDAL MTP,
- 2005 – Kolekcja Timeless,
- 2006 – Kolekcja Mag,
- 2013 – Kolekcja Oakville,
- 2014 – Kolekcja Geo,
- 2015 – Kolekcja Davos.

W 2004 roku został uhonorowany Wielkim Złotym Medalem Międzynarodowych Targów Poznańskich za produkcję osiągającą standardy światowe oraz bardzo dobre wyniki ekonomiczno-gospodarcze.
Oprócz tego Ludwik Styl został odznaczony serią innych nagród, do których należą:
- 2002 – Złoty Medal Acanthus Areus,
- 2006 – Złota Villa dla kolekcji Mag,
- 2007 – Diament Meblarstwa dla kolekcji Mag,
- 2007 – Złota Villa w kategorii Firma Roku,
- 2013 – Złota Villa dla kolekcji Oban.